# موسم المطر (مسلسل)
موسم المطر (بالتركية: Yağmur Zamani)‏ مسلسل تركي مدبلج إلى اللهجة السورية تم عرضه على قناة الراي وهو مسلسل اجتماعي يتحدث عن فتاة يتيمة تربت في ملجأ ووجدت في يوم ماطر من أحد أيام شهر أيلول ولذلك فاسم الشخصية أيلول.كما تعتبر بطلة الفيلم ملكة جمال تركيا سابقا.

## البطولة
- تامر قردغلي بدور فرات
- أزرا أكين بدور أيلول
- دينيز أوغور بدور عايدة

## أحداث المسلسل
تدور أحداث المسلسل حول يتيمة تذهب لتربي فتاة مدللة من عائلة غنية فتعلقت بها الطفلة بسرعة ، ثم يقع والد الفتاة في حب اليتيمة ايلول بعد رفض عايدة خطيبته الأولى ،
الرجل (فرات) أرمل أب لأربعة أولاد أصغرهم ناز ثم عمورة و ياسر و غادة ، يتزوج الأب ايلول بعد عناد غادة ثم يقومون بالعثور على أم ايلول تم تنتهي قصة البطلين بعد أحداث كثيرة.